# Zaak-Naïma Amzil
Naïma Amzil is een Vlaams arbeidster van Marokkaanse afkomst die in het najaar van 2004 en voorjaar van 2005 in het nieuws kwam naar aanleiding van een reeks dreig- en kogelbrieven tegen haar gebruik van een hoofddoek. Ze nam uiteindelijk tijdelijk ontslag. De zaak kreeg destijds veel media-aandacht.

## De zaak
Amzil werkte als arbeidster bij het visdelicatessenbedrijf NV Remmery in Ledegem. Van  22 november 2004 tot 2 maart 2005 ontving ze acht dreigbrieven via de post. In iedere brief zaten kogels en werd ze met de dood bedreigd als ze nog langer een hoofddoek zou dragen tijdens haar werk. Na verloop van tijd werd ook de directeurvan het bedrijf, Rik Vannieuwenhuyse, bedreigd. Vannieuwenhuyse weigerde haar te ontslaan. In de zevende brief werd gedreigd dat de producten van het bedrijf vergiftigd zouden worden met kwik. Omdat de dreigementen niet afnamen, ook niet toen Amzil zonder hoofddoek werkte, en ze vreesde voor het leven van Vannieuwenhuyse en zijn gezin, diende ze op 2 maart 2005 haar ontslag in.
De zaak kreeg veel media-aandacht, vooral omdat de daders lange tijd onidentificeerbaar waren. Iedere brief had als afzender de initialen N.V.R. ('Nieuw Vrij Vlaanderen') en werd ondertekend met de schuilnaam "Jack Ruby". De daders zouden uit extreemrechtse hoek komen.
Op 12 januari 2005 werden Vannieuwenhuyse en Amzil ontvangen op het koninklijk paleis. Ook de Belgische premier Guy Verhofstadt en Vlaams premier Yves Leterme toonden hun solidariteit voor Amzil en op 26 maart werd er een steunbetoging gehouden. Op 19 april bezochten koning Albert II van België en koningin Paola het bedrijf, op dezelfde dag  dat Amzil opnieuw aan de slag ging. De extreemrechtse organisaties Voorpost en NSV hielden toen een protestactie voor de deuren van het bedrijf en er werd een nieuwe dreigbrief verzonden. De zelfstandigenorganisatie Unizo zamelde stemmen in voor Amzils terugkeer. Eind april begon ze definitief terug voor het bedrijf te werken.
Op 3 mei 2005 werd er op een van de brieven DNA teruggevonden dat overeenkwam met de echtgenoot van een collega van Amzil. Er werd op diezelfde brief ook ander, onbekend DNA teruggevonden. De politie vermoedde dat de collega handelde uit jaloezie jegens Amzil omdat ze van de inpak- naar de keukenafdeling was overgeplaatst. Op 18 juni 2005 werd het koppel echter weer in vrijlating gesteld omdat er onvoldoende bezwarende elementen waren. Ten slotte werd het onderzoek afgerond zonder dat er een dader gevonden was. In 2005 verkozen de lezers van het blad Knack Naïma Amzil tot 'Mens van het Jaar'.

## Nasleep
De zaak had negatieve gevolgen voor de NV Remmery. Vannieuwenhuyse kampte met zoveel stress over de hele affaire en de media-aandacht dat hij in november 2005 besloot het bedrijf te verkopen. In 2007 publiceerde hij een boek rond de gebeurtenissen, De zaak Remmery, met als doel alle misverstanden over de zaak de wereld uit te helpen.